# گیلبرت بلایت
گیلبرت بلایت (به انگلیسی: Gilbert Blythe) یک شخصیت داستانی در مجموعه رمان‌های آن در گرین گیبلز نوشته لوسی ماد مونتگومری است.

## توضیحات
گیلبرت در کتاب‌ها به عنوان فردی بسیار خوش تیپ با موهای قهوه‌ای، مجعد و چشم‌های فندقی توصیف شده است. او قد بلند با اندامی لاغر است و کلاه اژه‌ای بر سر می‌گذاشت.
به نظر می‌رسد در جوانی از خوش تیپی و محبوبیت خود نزد دختران آگاه است. شاید به همین دلیل، او گاهی اوقات تمایل دارد به آن‌ها نگاه کند و آن‌ها را سرخ کند. با این حال، به نظر می‌رسد که نادیده گرفتن محبت‌های او نسبت به آن شرلی، او را زمینگیر می‌کند، و او بالغ می‌شود و مورد پسند بسیاری قرار می‌گیرد. در سرتاسر داستان، گیلبرت به عنوان مردی منصف، عملی و قابل اعتماد به تصویر کشیده می‌شود که تمایل به داشتن دیدگاه «عقل سلیم» نسبت به چیزها دارد. او بسیار باهوش است، شوخ‌طبع است و شوخ‌طبعی قوی ای دارد.
وقتی گیلبرت به بلوغ می‌رسد، سرسخت‌تر می‌شود و حس صبر و فداکاری از خود نشان می‌دهد. او سرانجام در شهر خیالی گلن سنت مری، جزیره پرنس ادوارد (PEI) تبدیل به یک پزشک بسیار مورد احترام می‌شود، جایی که او با همسرش آن و فرزندانشان، و سوزان، کارمند خانه‌دار خانواده، زندگی می‌کند.